# Nagyrápolt község
Nagyrápolt község (románul: Comuna Rapoltu Mare) község Hunyad megyében, Romániában. Központja Nagyrápolt, beosztott falvai Boj, Bábolna, Folt, Kisrápolt.

## Népessége
A 2011-es népszámlálás adatai alapján a község népessége 1960 fő volt.